# Liste der Stolpersteine in der Metropolitanstadt Bologna

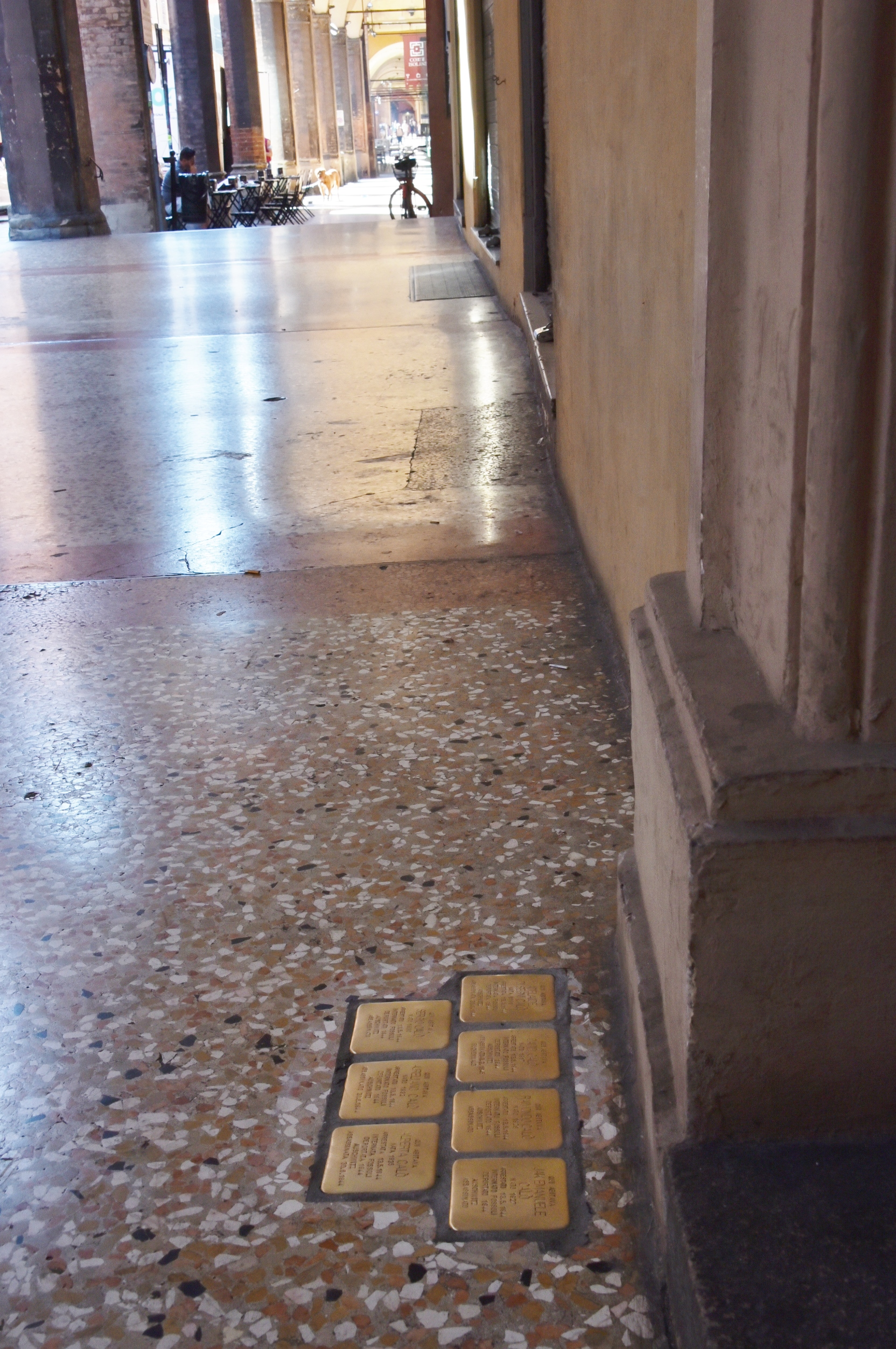
Stolpersteine in Bologna

Die Liste der Stolpersteine in der Metropolitanstadt Bologna enthält die Stolpersteine in der Metropolitanstadt Bologna, der Hauptstadt der Emilia-Romagna und deren Umland. Stolpersteine erinnern an das Schicksal der Menschen aus dieser Region, die von Nationalsozialisten ermordet, deportiert, vertrieben oder in den Suizid getrieben worden sind. Die Stolpersteine wurden von Gunter Demnig verlegt. Sie liegen im Regelfall vor dem letzten selbstgewählten Wohnort des Opfers. Ihre Bezeichnung lautet auf Italienisch: Pietre d’inciampo.
Die erste Verlegung in der Metropolitanstadt Bologna fand am 12. Januar 2018 in Casalecchio di Reno statt.

## Verlegte Stolpersteine
Die Tabellen sind teilweise sortierbar; die Grundsortierung erfolgt alphabetisch nach dem Familiennamen.

### Bologna
In Bologna wurden 19 Stolpersteine an fünf Adressen verlegt.
| Stolperstein | Übersetzung | Verlegeort          | Name, Leben |
| ------------ | --- | ------------------- | --- |
|              | HIER WOHNTE ADELCHI BARONCINI GEBOREN 1921 VERHAFTET 24.2.1944 INTERNIERT IN FOSSOLI DEPORTIERT 1944 MAUTHAUSEN ERMORDET 3.1.1945         | Via Rimesse, 25     | Adelchi Baroncini wurde am 4. November 1889 in Conselice geboren. Er wurde Mechaniker und heiratete Teresa Benini. Das Paar hatte drei Töchter, Jole, Angela (genannt Lina) und Nella. Die Familie wohnte in der Via Rimesse 25 in Bologna und Baroncini arbeitete für die O.A.R.E. (Officina Automezzi Riparazioni Esercito), eine Reparaturwerkstatt für Militärkraftfahrzeuge. Er engagierte sich im Widerstand gegen die NS-Besatzer, unterstützt von Ehefrau und Töchtern. Seine Töchter tippten die Widerstandstexte auf einer Schreibmaschine und vervielfältigten sie dann. Am 24. Februar 1944 wurden rund zwanzig Arbeiter der O.A.R.E. an ihrem Arbeitsplatz verhaftet – darunter auch Adelchi Baroncini, Antonio Celin und Armando Mazzoli. Der Vorwurf der Gestapo lautete Sabotage kriegswichtiger Produktion. Unterdessen durchsuchte die Polizei Baroncinis Wohnung, wo sie Frau, Töchter, ein Lager illegaler Schriften und eine Geheimdruckerei vorfanden. Daraufhin wurde die ganze Familie verhaftet und im Gefängnis von San Giovanni in Monte eingesperrt. Der Familienvater und Tochter Lina, die viel Schuld auf sich nahm und ihre Schwestern zu entlasten versuchte, wurden im Hauptquartier der Gestapo in Bologna, in der Viale Risorgimento, gefangen gehalten und verhört. Adelchi Baroncini wurde – teilweise in Anwesenheit seiner Tochter – ein Monat lang immer wieder verhört und gefoltert. Als auch er in das Gefängnis von San Giovanni in Monte überstellt wurde, bekam er die Häftlingsnummer 10091. Am 6. Mai 1944 wurde die ganze Familie in das Durchgangslager Fossoli überführt. Im Sommer desselben Jahres wurden die Baroncinis getrennt. Adelchi Baroncini wurde zuerst in das Durchgangslager Bozen überstellt und schließlich in das KZ Mauthausen deportiert. Am 5. August 1944 verließ der erste Konvoi das Bozner Lager mit mehr als 300 politischen Häftlingen. Die Fahrt in den Vierhwaggons dauerte zwei Tage. Baroncini wurde als politischer Häftling mit der Nummer 82267 und mit rotem Dreieck registriert und zur Zwangsarbeit im Außenlager Gusen eingeteilt. Adelchi Baroncini wurde am 3. Januar 1945 auf Schloss Hartheim, einer Tötungsanstalt, in der Häftlinge, die zu schwach zur Zwangsarbeit waren, mittels Giftspritze oder in der Gaskammer ermordet wurden, ermordet. Seine Ehefrau und die drei Töchter wurden alle Anfang August 1944 in das Konzentrationslager Ravensbrück deportiert. Teresa Benini und die älteste Tochter Jole Barancini wurden ebenfalls vom NS-Regime ermordet. Lina und Nella konnten die KZ-Haft überleben. Die Kommission zur Anerkennung der Partisanen in der Region Emilia-Romagna stufte Adelchi Baroncini als Partisan der 7. Garibaldi-Brigade „Gianni“ ein. Als Dauer seiner klandestinen Tätigkeit wurde der Zeitraum von 9. September 1943 bis 3. Januar 1945 festgelegt. Sein Name findet sich am Partisanendenkmal in der Piazza Nettuno in Bologna und auf einer Gedenktafel im Hof von Schloss Hartheim. |
|              | HIER WOHNTE ANGELA BARONCINI GEBOREN 1923 VERHAFTET 24.2.1944 INTERNIERT IN FOSSOLI DEPORTIERT 1944 RAVENSBRÜCK                           | Via Rimesse, 25     | Angela Baroncini, genannt Lina, wurde am 20. Juli 1923 in Bologna als Tochter von Adelchi Baroncini und Teresa Benini geboren. Sie hatte zwei Schwestern, Jole und Nella. Sie arbeitete als Angestellte und war gemeinsam mit ihrer Familie im Widerstand tätig. Am 24. Februar 1944 wurde die gesamte Familie verhaftet, der Vater, ein Mechaniker, an seinem Arbeitsplatz, ihre Mutter, Angela Baroncini und ihre Schwestern in der elterlichen Wohnung, in der auch eine Geheimdruckerei und ein Lager illegaler Schriften untergebracht war. Angela Baroncini und ihr Vater wurden im Hauptquartier der Gestapo in Bologna, in der Viale Risorgimento, gefangen gehalten und verhört. Sie nahm viel Schuld auf sich um ihre Schwestern zu entlasten. Sie musste auch die Folterung ihres Vaters mitansehen. Nach einem Monat wurde sie und ihr Vater in das Gefängnis von San Giovanni in Monte überstellt, wo sich bereits Mutter und Schwestern befanden. Am 6. Mai 1944 wurde die ganze Familie in das Durchgangslager Fossoli überstellt. Die vier Frauen blieben bis 2. August 1944 in Fossoli. An diesem Tag wurde die Familie getrennt: Ihr Vater wurde in das KZ Mauthausen deportiert, während sie mit ihrer Mutter und den zwei Schwestern am 2. August 1944 in das Konzentrationslager Ravensbrück deportiert wurde. Der Transport erfolgte in plombierten Viehwaggons, es gab einen Zwischenstopp in Verona. Nach vier Tagen langte der Zug schließlich in Ravensbrück an. Während Mutter und Schwestern in Ravensbrück blieben, wurde Angela Baroncini in das KZ Salzwedel überstellt. Es war das einzige Außenlager des KZ Neuengamme, welches nicht geräumt wurde. Am 14. April langte die 9. US-Armee ein und befreite das Lager. Angela Baroncini und ihre Schwester Nella konnten nach Italien zurückkehren. Ihre Eltern und ihre ältere Schwester wurden vom NS-Regime ermordet. Die überlebt habenden Schwestern berichteten über ihre Erfahrungen in dem Sammelband Le donne di Ravensbrueck, erschienen 1978. |
|              | HIER WOHNTE JOLE BARONCINI GEBOREN 1917 VERHAFTET 24.2.1944 INTERNIERT IN FOSSOLI DEPORTIERT 1944 RAVENSBRÜCK ERMORDET 4.3.1945           | Via Rimesse, 25     | Jole Baroncini wurde am 13. August 1917 in Imola als Tochter von Adelchi Baroncini und Teresa Benini geboren. Sie hatte zwei jüngere Schwestern, Angela (genannt Lina) und Nella. Sie arbeitete als Angestellte und war gemeinsam mit ihrer Familie im Widerstand tätig. Am 24. Februar 1944 wurde die gesamte Familie verhaftet, der Vater, ein Mechaniker, an seinem Arbeitsplatz, ihre Mutter, Jole Baroncini und die Schwestern in der elterlichen Wohnung, in der auch eine Geheimdruckerei und ein Lager illegaler Schriften untergebracht war. Jole Baroncini war zuerst im Gefängnis von San Giovanni in Monte inhaftiert und danach ab 6. Mai 1944 mit Eltern und Schwestern im Durchgangslager Fossoli. Wenige Monate später wurde die Familie getrennt. Ihr Vater wurde in das KZ Mauthausen deportiert, während Jole Baroncini mit ihrer Mutter und ihren Schwestern am 2. August 1944 in das Konzentrationslager Ravensbrück deportiert wurde. Der Transport erfolgte in plombierten Viehwaggons, es gab einen Zwischenstopp in Verona. Nach vier Tagen langte der Zug in Ravensbrück ein. Jole Baroncini verlor dort am 4. März 1945 ihr Leben. Ihre Eltern wurden ebenfalls vom NS-Regime ermordet. Die beiden Schwestern konnten die KZ-Haft überleben und nach Italien zurückkehren. |
|              | HIER WOHNTE NELLA BARONCINI GEBOREN 1925 VERHAFTET 24.2.1944 INTERNIERT IN FOSSOLI DEPORTIERT 1944 RAVENSBRÜCK                            | Via Rimesse, 25     | Nella Baroncini wurde am 26. August 1925 in Bologna als Tochter von Adelchi Baroncini und Teresa Benini geboren. Sie hatte zwei ältere Schwestern, Jole und Angela (genannt Lina). Sie absolvierte eine kaufmännische Ausbildung, arbeitete als Angestellte und war gemeinsam mit ihrer Familie im Widerstand tätig. Am 24. Februar 1944 wurde die gesamte Familie verhaftet, der Vater, ein Mechaniker, an seinem Arbeitsplatz, die Mutter, Nella Baroncini und ihre Schwestern in der elterlichen Wohnung, in der auch eine Geheimdruckerei und ein Lager illegaler Schriften untergebracht war. Nella Baroncini war zuerst im Gefängnis von San Giovanni in Monte inhaftiert und danach ab 6. Mai 1944 mit Eltern und Schwestern im Durchgangslager Fossoli. Wenige Monate später wurde die Familie getrennt. Ihr Vater wurde in das KZ Mauthausen deportiert, während Nella Baroncini, ihre Mutter und ihre Schwestern am 2. August 1944 in das Konzentrationslager Ravensbrück deportiert wurden. Der Transport erfolgte in plombierten Viehwaggons, es gab einen Zwischenstopp in Verona. Nach vier Tagen langte der Zug in Ravensbrück ein. Nella Baroncini wurde am 30. April 1945 in Ravensbrück befreit. Sie und ihre Schwester Lina konnten nach Italien zurückkehren. Ihre Eltern und die älteste Schwester wurden vom NS-Regime ermordet. |
|              | HIER WOHNTE TERESA BENINI BARONCINI GEBOREN 1893 VERHAFTET 24.2.1944 INTERNIERT IN FOSSOLI DEPORTIERT 1944 RAVENSBRÜCK ERMORDET 26.1.1945 | Via Rimesse, 25     | Teresa Benini Baroncini wurde am 19. Mai 1893 in Imola geboren. Sie war verheiratet mit dem Mechaniker Adelchi Baroncini aus Conselice. Das Paar wohnte in der Via Rimesse 25 in Bologna und bekam drei Töchter: Jole, Angela (genannt Lina) und Nella. Ihr Ehemann arbeitete für die O.A.R.E. (Officina Automezzi Riparazioni Esercito), eine Reparaturwerkstatt für Militärkraftfahrzeuge. Die ganze Familie engagierte sich im Widerstand gegen die NS-Besatzer, produzierte und vervielfältigte Schriften gegen das faschistische Regime und die deutsche Schutzmacht. Im Februar 1944 wurde die ganze Familie verhaftet. Teresa Benini Baroncini war zuerst im Gefängnis von San Giovanni in Monte inhaftiert und danach ab 6. Mai 1944 mit ihrem Mann und ihren Töchtern im Durchgangslager Fossoli. Im Sommer desselben Jahres wurde die Familie getrennt. Adelchi Baroncini wurde zuerst in das Durchgangslager Bozen gebracht und schließlich in das KZ Mauthausen deportiert, während Benini Baroncini und die drei Töchter am 2. August 1944 in das Konzentrationslager Ravensbrück deportiert wurde. Der Transport erfolgte in plombierten Viehwaggons, es gab einen Zwischenstopp in Verona. Nach vier Tagen langte der Zug in Ravensbrück ein. Teresa Benini Baroncini verlor dort am 26. Januar 1945 ihr Leben. Ihr Ehemann und ihre älteste Tochter Jole wurden ebenfalls vom NS-Regime ermordet. Die beiden jüngeren Töchter, Lina und Nella, konnten die KZ-Haft überleben und nach Italien zurückkehren. |
|              | HIER WOHNTE ALBERTA CALÒ GEBOREN 1935 VERHAFTET 13.5.1944 INTERNIERT IN FOSSOLI DEPORTIERT 1944 AUSCHWITZ ERMORDET 30.6.1944              | Strada maggiore, 13 | Alberta Calò wurde am 11. Januar 1935 in Bologna geboren. Ihre Eltern waren Samuele Calò und Adelaide Di Segni. Alberta Calò hatte fünf Geschwister: David (geboren 1917), Raimondo (geboren 1926), Jak Emanuele (geboren 1927), Sergio (geboren 1930) und Aureliano (geboren 1932). Am 13. Mai 1944 ergab sich die Familie in Savigno den örtlichen Carabinieri auf Grund des Mangels an Lebensmitteln. Sie wurden zuerst im Gefängnis von Bologna interniert, dann in das Durchgangslager Fossoli überstellt und von dort am 26. Juni 1944 nach Auschwitz deportiert. Alberta Calò wurde am 30. Juni 1944, direkt nach der Ankunft in Auschwitz, ermordet. |
|              | HIER WOHNTE AURELIANO CALÒ GEBOREN 1932 VERHAFTET 13.5.1944 INTERNIERT IN FOSSOLI DEPORTIERT 1944 AUSCHWITZ ERMORDET 30.6.1944            | Strada maggiore, 13 | Aureliano Calò wurde am 2. Juli 1932 in Bologna geboren. Seine Eltern waren Samuele Calò und Adelaide Di Segni. Am 13. Mai 1944 ergab sich die Familie in Savigno den örtlichen Carabinieri auf Grund des Mangels an Lebensmitteln. Sie wurden zuerst im Gefängnis von Bologna interniert, dann in das Durchgangslager Fossoli überstellt und von dort am 26. Juni 1944 nach Auschwitz deportiert. Aureliano Calò wurde am 30. Juni 1944, direkt nach der Ankunft in Auschwitz, ermordet. |
|              | HIER WOHNTE DAVID CALÒ GEBOREN 1917 VERHAFTET 13.5.1944 INTERNIERT IN FOSSOLI DEPORTIERT 1944 AUSCHWITZ ERMORDET 3.3.1945 BUCHENWALD      | Strada maggiore, 13 | David Calò wurde am 10. August 1917 in Rom geboren. Er war das älteste Kind von Samuele Calò und Adelaide Di Segni. Nach dem Tod seines Vaters unterstütze er seine Familie, er hatte eine Straßenhändlerlizenz, ab 1942 hatte er eine Händlerlizenz für eine Firma mit Sitz in der Via Belvedere 11, er verkaufte auf dem Markt, die älteren Geschwister halfen. Als 1943 die Deutschen in Bologna einmarschieren, flüchtet die Familie nach Savigno.Am 13. Mai 1944 ergab sich die Familie in Savigno den örtlichen Carabinieri auf Grund des Mangels an Lebensmitteln. Sie wurden zuerst im Gefängnis von Bologna interniert, dann in das Durchgangslager Fossoli überstellt und von dort am 26. Juni 1944 nach Auschwitz deportiert. David Calò war das einzige Mitglied seiner Familie, das für die Arbeit ins Lager ausgewählt wurde, am 3. März 1945 wurde er in Buchenwald ermordet. |
|              | HIER WOHNTE JAK EMANUELE CALÒ GEBOREN 1927 VERHAFTET 13.5.1944 INTERNIERT IN FOSSOLI DEPORTIERT 1944 AUSCHWITZ ERMORDET                   | Strada maggiore, 13 | Jak Emanuele Calò wurde am 25. Dezember 1927 in Bologna geboren. Seine Eltern waren Samuele Calò und Adelaide Di Segni. Sie wurden zuerst im Gefängnis von Bologna interniert, dann in das Durchgangslager Fossoli überstellt und von dort am 26. Juni 1944 nach Auschwitz deportiert. Jak Emanuele Calò hat die Shoah nicht überlebt. |
|              | HIER WOHNTE RAIMONDO CALÒ GEBOREN 1926 VERHAFTET 13.5.1944 INTERNIERT IN FOSSOLI DEPORTIERT 1944 AUSCHWITZ ERMORDET                       | Strada maggiore, 13 | Raimondo Calò wurde am 25. Dezember 1926 in Bologna geboren. Seine Eltern waren Samuele Calò und Adelaide Di Segni. Sie wurden zuerst im Gefängnis von Bologna interniert, dann in das Durchgangslager Fossoli überstellt und von dort am 26. Juni 1944 nach Auschwitz deportiert. Raimondo Calò hat die Shoah nicht überlebt. |
|              | HIER WOHNTE SERGIO CALÒ GEBOREN 1930 VERHAFTET 13.5.1944 INTERNIERT IN FOSSOLI DEPORTIERT 1944 AUSCHWITZ ERMORDET                         | Strada maggiore, 13 | Sergio Calò wurde am 2. September 1930 in Bologna geboren. Seine Eltern waren Samuele Calò und Adelaide Di Segni. Sie wurden zuerst im Gefängnis von Bologna interniert, dann in das Durchgangslager Fossoli überstellt und von dort am 26. Juni 1944 nach Auschwitz deportiert. Sergio Calò hat die Shoah nicht überlebt. |
|              | HIER WOHNTE MARGHERITA CANTONI ORVIETO GEBOREN 1872 VERHAFTET DEZ. 1943 DEPORTIERT 1944 AUSCHWITZ ERMORDET 6.2.1944                       | Via de’ Gombruti, 9 | Margherita Cantoni Orvieto wurde am 2. Dezember 1872 in Mantua geboren. Ihre Eltern waren Giuseppe Cantoni und Adele Finzi Cantoni. Sie war verheiratet mit Leone Alberto Orvieto, den späteren Rabbiner von Bologna. Das Paar bekam zwei Kinder, Arturo (1895) und Ada (1900). Die Familie wohnte in der Via de’ Gombruti 19 (heute 9). Als Frau des Rabbiners war sie in der Jüdischen Gemeine sehr aktiv, mit ihrem Mann teilte sie sich die administrativen Aufgaben. Laut CDEC wurde Margherita Cantoni am 30. November 1943 in Florenz verhaftet, ihr Ehemann am 17. Dezember 1943 ebendort. Beide waren zuerst im Gefängnis von Florenz inhaftiert, danach im San-Vittore-Gefängnis von Mailand. Sie wurden am 30. Januar 1944 mit Konvoi No. 6 in das Vernichtungslager Auschwitz deportiert. Margherita Cantoni Orvieto und ihr Ehemann wurden unmittelbar nach der Ankunft am 6. Februar 1944 in einer der Gaskammern ermordet. Auch ihre Tochter Ada, deren Ehemann und ihre Enkeltochter waren verhaftet worden, sie wurden wieder freigelassen und überlebten. Ihr Sohn Arturo Orvieto, ein Anwalt, überlebte ebenfalls. |
|              | HIER WOHNTE ADELAIDE DI SEGNI CALÒ GEBOREN 1896 VERHAFTET 13.5.1944 INTERNIERT IN FOSSOLI DEPORTIERT 1944 AUSCHWITZ ERMORDET 30.6.1944    | Strada maggiore, 13 | Adelaide Di Segni Calò wurde am 21. Oktober 1896 in Rom geboren. Ihre Eltern waren Angelo Di Segni und Giuditta Sereni. Sie hatte zumindest drei Geschwister, Benedetto (geboren 1911), Giacomo (geboren 1906) und Emanuele (geboren 1903). Adeleide Di Segni heiratete mit 20 Jahren Samuele Calò. Das Paar hatte sechs Kinder, David (geboren 1917), Raimondo (geboren 1926), Jak Emanuele (geboren 1927), Sergio (geboren 1930), Aureliano (geboren 1932) und Alberta (geboren 1935). Zwischen 1917 und 1926 zog die Familie nach Bologna. Samuele Calò starb mit 40 Jahren, ihr ältester Sohn unterstützte die Familie, er hatte eine Straßenhändlerlizenz, ab 1942 eine Händlerlizenz mit einem Geschäft. Als die Deutschen Truppen 1943 Bologna erreichten, flüchtete Adelaide Di Segni mit ihren Kindern nach Savigno. Sie halten einige Monate durch, schließlich mittellos, ohne Nahrung, ohne Dokumente, begab sich Adelaide Di Segni am 13. Mai 1943 mit ihren Kindern zu den Carabinieri in Savigno und ließ sich verhaften. Sie kamen zuerst ins Gefängnis nach Bologna und wurden von dort nach Fossoli gebracht. Am 26. Juni 1944 wurde die Familie mit dem Transport 13 nach Auschwitz deportiert. Der Transport erreichte Auschwitz am 30. Juni 1944. Adelaide Di Segni wurde kurz nach der Ankunft in einer Gaskammer ermordet. Auch ihre Kinder überlebten die Shoah nicht. Ihr Bruder Benedetto Di Segni wurde 1944 verhaftet und nach Auschwitz deportiert, er konnte überleben. Ein Stolperstein in Rom erinnert an sein Schicksal. Ihr Bruder Emanuele Di Segni war Widerstandskämpfer. wurde 1944 verhaftet und im Februar 1945 in Buchenwald ermordet. Giacomo Di Segni wurde 1944 verhaftet und noch im selben Jahr in Auschwitz ermordet. |
|              | HIER WOHNTE MARIO FINZI GEBOREN 1913 VERHAFTET 6.4.1944 INTERNIERT IN FOSSOLI DEPORTIERT 1944 AUSCHWITZ GESTORBEN 27.2.1945               | Via del Cestello, 4 | Mario Finzi wurde am 15. Juli 1913 in Bologna geboren. Beide Eltern, Amerigo Finzi und Ebe Castelfranchi, waren Lehrer. Früh wurde sein musikalisches Talent erkennbar. Er galt aufgrund seines brillanten Klavierspiels als Wunderkind. Im Alter von 15 Jahren absolviert er das Musikkonservatorium, mit noch nicht 20 Jahren schloss er sein Jurastudium ab. Er trat in eine Anwaltskanzlei ein und wurde bereits im Alter von 24 Jahren als Beamter in den Staatsdienst übernommen. Aufgrund der italienischen Rassengesetze von 1938 verlor er diese Funktion jedoch bereits nach einem Jahr. Er ging nach Paris und widmete sich der Konzerttätigkeit als Pianist. Nachdem sein Touristenvisum abgelaufen war, kehrte er – 1939 – nach Italien zurück. Er schloss sich der Widerstandsgruppe Giustizia e Libertà an und wurde schließlich Sekretär der DELASEM, einer Unterstützungsorganisation für Juden in Not, in der Emilia-Romagna. 1943 wurde er kurzzeitig verhaftet. Nach dem Waffenstillstand von Cassibile unterstützte Finzi die Partisanen von Vergato. Am 6. April 1944 wurde er in Bologna verhaftet, zuerst in das Durchgangslager Fossoli verschleppt und am 16. Mai 1944 in das Vernichtungslager Auschwitz deportiert. Mario Finzi starb dort am 27. Februar 1945, ein Monat nach Befreiung des KZs durch die Rote Armee, an den Folgen von KZ-Haft und Zwangsarbeit. Seit 1953 trägt eine Straße in Bologna seinen Namen, die Via Mario Finzi. In dieser Straße befand sich die Synagoge von Bologna, die 1943 durch Luftangriffe zerstört wurde. Am Neubau ist eine Gedenktafel für die 84 jüdischen Bürger der Stadt angebracht, die von den NS-Besatzern in Konzentrations- und Vernichtungslager deportiert wurden. |
|              | HIER WOHNTE LEONE ALBERTO ORVIETO GEBOREN 1866 VERHAFTET DEZ. 1943 DEPORTIERT 1944 AUSCHWITZ ERMORDET 6.2.1944                            | Via de’ Gombruti, 9 | Leone Alberto Orvieto wurde am 6. Dezember 1866 in Livorno geboren. Seine Eltern waren Raffaele Orvieto und Sara Castelli. Er hatte zumindest einen jüngeren Bruder, Adolfo Arturo, geboren 1875. Er war verheiratet mit der aus Mantua stammenden Margherita Cantoni. Das Paar bekam zwei Kinder, Arturo (geboren 1895 in Parma) und Ada (geboren 1900). Die Familie wohnte in der Via de’ Gombruti 19 (heute 9). Im Jahr 1899 wurde Orvieto zum Rabbiner der jüdischen Gemeinde von Bologna ernannt, als Nachfolger von Marco Momigliano, der die Gemeinde 33 Jahre lang geleitet hatte. In seine 44-jährige Amtszeit fiel der Neubau der Synagoge im Jahr 1928. Seine Frau unterstützte ihn bei der administrativen Führung der Jüdischen Gemeinde. Er war mit der ersten Generation junger Juden konfrontiert, die nicht mehr im Schutz und in der Kontrolle des Ghettos aufgewachsen war. Den spirituellen Zusammenhalt der Gemeinde zu fördern sah er als sein Hauptanliegen an. Leone Alberto Orvieto war kein Zionist, wandte sich allerdings gegen die komplette Assimilierung und gegen den Verlust der religiösen Identität. Er predigte gegen Mischehen, die er als Bedrohung der „hebräischen Nation“ ansah. Im Jahr 1929 wurde er Großrabbiner. In den Anfangsjahren des italienischen Faschismus unterstützte er das neue Regime und dessen Kolonialpolitik. 1930 wurde gesetzlich festgelegt, dass alle Juden – ob religiös oder nicht – der jeweiligen Jüdischen Gemeinde angehören mussten. Dieser Verordnung konnte er zustimmen. Die diskriminierenden Rassengesetze des Mussolini-Regimes aus dem Jahr 1938 bedeuteten für den Rabbiner jedoch eine große Enttäuschung. Er wandte sich vom Faschismus ab und führte seine kleine Gemeinde mit großer Entschiedenheit auch in den Zeiten der Repression. Nach dem 8. September 1943, dem Tag des Waffenstillstands von Cassibile, verließen er und seine Frau die Stadt und suchten Zuflucht bei Verwandten in Florenz. Der Rabbiner wurde verraten und von der sogenannten Banda Carità, faschistischen Spezialeinheiten in Florenz, gefangen genommen. Es gibt unterschiedliche Angaben darüber, ob seine Frau am selben Tage oder knapp drei Wochen vorher verhaftet wurde. Beide waren zur Jahreswende 1943/44 im Gefängnis von Florenz inhaftiert, danach entweder im Durchgangslager Fossoli oder im San-Vittore-Gefängnis von Mailand. Sie wurden am 30. Januar 1944 mit Konvoi No. 6 in das Vernichtungslager Auschwitz deportiert. Öeone Aöberto Orvieto und seine Frau wurden unmittelbar nach der Ankunft am 6. Februar 1944 vom NS-Regime in einer der Gaskammern ermordet. Sein Bruder und dessen Frau wurden zwanzig Tage später ebenfalls in Auschwitz vom NS-Regime ermordet. Seine Kinder und seine Enkeltochter konnten die Shoah überleben. Seine Tochter starb 1954, sein Sohn 1962. Seine Enkeltochter heiratete und wurde Mutter dreier Kinder.                                                                                   |
|              | HIER WOHNTE ARPAD WEISZ GEBOREN 1896 VERHAFTET 2.8.1942 DEPORTIERT AUSCHWITZ ERMORDET 31.1.1944                                           | Via Valeriani, 39   | Árpád Weisz (1896–1944) |
|              | HIER WOHNTE KLARA WEISZ GEBOREN 1934 VERHAFTET 2.8.1942 DEPORTIERT AUSCHWITZ ERMORDET 5.10.1942                                           | Via Valeriani, 39   | Klara Weisz (1934–1942) |
|              | HIER WOHNTE ROBERT WEISZ GEBOREN 1930 VERHAFTET 2.8.1942 DEPORTIERT AUSCHWITZ ERMORDET 5.10.1942                                          | Via Valeriani, 39   | Robert Weisz (1930–1942) |
|              | HIER WOHNTE ILONA WEISZ RECHNITZER GEBOREN 1908 VERHAFTET 2.8.1942 DEPORTIERT AUSCHWITZ ERMORDET 5.10.1942                                | Via Valeriani, 39   | Ilona Weisz Rechnitzer (1908–1942) |

### Casalecchio di Reno
An der Piazza del Popolo von Casalecchio di Reno wurden zwei Stolpersteine verlegt.
| Stolperstein | Übersetzung | Name, Leben |
| ------------ | --- | --- |
|              | IN CASALECCHIO WOHNTE VANES DE MARIA GEBOREN 1921 PARTISAN VERHAFTET 10.11.1943 CHERSO, JUGOSLAVIA DEPORTIERT 1943 DACHAU BEFREIT                 | Vanes de Maria wurde am 7. September 1921 in Casalecchio di Reno geboren. Er war technischer Zeichner und wurde 1940 einberufen.de Maria wurde als Funker auf der Insel Cres im Königreich Jugoslawien eingesetzt, damals italienisch besetzt. Nach dem Waffenstillstand von Cassibile im September 1943 wurde er von der Ustascha, den kroatischen Faschisten, gefangen genommen, dann jedoch von Tito-Partisanen befreit. Er schloss sich ihnen an und bekam den Kampfnamen „Druse“. Nach zwei Monaten im Widerstand wurde er von Nazi-Truppen gefangen genommen und in das KZ Dachau deportiert. Dort wurde er am 20. November 1943 mit der Häftlingsnummer 58343 registriert und zur Zwangsarbeit in einem Außenlager in Kempten eingeteilt. Dort musste er Flugzeugteile bauen. Im Januar 1945 wurde das Lager durch Luftangriffe zerstört und er wurde in das KZ-Außenlager Kottern-Weidach überstellt. Vanes de Maria war schon sehr geschwächt und hätte den Todesmarsch der Häftlinge Richtung Innsbruck sehr wahrscheinlich nicht überlebt. Es gelang ihm in der Krankenabteilung des Lagers zu verbleiben, wo er Ende April von amerikanischen Truppen befreit wurde. Am 6. Juni 1945, nach seiner Rekonvaleszenz, kehrte er in die Heimat zurück. In einem Interview aus dem Jahr 2004 berichtete er von Krieg, KZ und Befreiung. |
|              | IN CASALECCHIO WOHNTE GIOVANNI GALLI GEBOREN 1923 PARTISAN VERHAFTET 24.12.1944 GEFÄNGNIS VON TURIN DEPORTIERT 1945 MAUTHAUSEN ERMORDET 17.3.1945 | Giovanni Galli wurde am 24. Juni 1923 in Casalecchio di Reno geboren. Er war gelernter Buchhalter. Im Dezember 1943 wurde er vom Mussolini-Regime zu den Waffen gerufen. Galli stellte sich, wurde nach Turin entsandt und diente in der Luftwaffe. Im August 1944 desertierte er und schloss sich den Brigaden Giustizia e Libertà der Italienischen Widerstandsbewegung an. Sein Kampfname lautete „Raggi“. Am 24. Dezember 1944 wurde er in der Stadt Turin gefangen genommen. Im Januar 1945 wurde er in das Durchgangslager Bozen verschleppt und von dort in das oberösterreichische KZ Mauthausen deportiert. Galli langte am 4. Februar 1945 ein, bekam die Häftlingsnummer 126197, wurde zur Zwangsarbeit im KZ Gusen, einem der Mauthausner Außenlager, eingeteilt. Giovanni Galli verlor dort am 17. März 1945 sein Leben. |

### Medicina
Vor dem Haus Via Cuscini, 27 in Medicina wurde ein Stolperstein verlegt.
| Stolperstein | Übersetzung                                                                                     | Name, Leben                |
| ------------ | ----------------------------------------------------------------------------------------------- | -------------------------- |
|              | HIER WOHNTE GUIDO PEDRETTI GEBOREN 1921 VERHAFTET 4.12.1944 DEPORTIERT GUSEN ERMORDET 14.3.1945 | Guido Pedretti (1921–1945) |

## Verlegedaten
Die Stolpersteine der Metropolitanstadt Bologna wurden an folgenden Tagen von Gunter Demnig persönlich verlegt:
- 12. Januar 2018: Casalecchio di Reno
- 10. Januar 2020: Bologna
- 25. Januar 2025: Medicina
- 27. Januar 2025: Bologna (Via Valeriani, 39)